# Тур Эритреи
Тур Эритреи (англ. Tour of Eritrea) — шоссейная многодневная  велогонка,  проходившая по территории Эритреи с 1946 по 2017 год.

## История
Впервые гонка была проведена в 1946 году под названием Giro dell'Eritrea, когда страна была итальянской колонией при поддержки местной итальянской общины. Её маршрут состоял из 5 этапов включая горное восхождение до Нэфасит, а общая протяжённость дистанции составила 570 км. Участие в ней приняло 34 велогонщика (все итальянцы). Местным гонщикам участвовать не разрешили. Победу на ней одержал итальянец Барила Нунцио из команды AC Piemonte. Закончить гонку удалось 12 гонщикам.
В 1947 году гонка была не состоялась из-за из-за нарастающего конфликта в районе Эритреи, оккупированной Великобритании. Тем не менее, была проведена сокращенная гонка под названием Giro delle 3 valli, победу на которой одержал итальянец Эсмилес Золи. В последующие годы из-за растущей политической напряженности по поводу судьбы бывшей итальянской колонии были проведены соревнования по велоспорту в классическом стиле, в которых начали участвовать эритрейские велосипедисты.
После 55-летнего перерыва в 2001 году, по случаю десятой годовщины независимости Эритреи, гонка была снова организована. Изначально в ней участвовали только гонщики из Эритреи.
В 2009 году гонка стала международной и вошла в календарь Африканского тура UCI с категорией 2.2.
В 2014 и 2015 годах не проводилась как и другие эритрейские гонки. В 2016 году была возобновлена. В 2017 году прошла в очередной раз и после этого больше не проводилась.
Маршрут гонки до 2008 года включительно состоял из 9 этапов общей протяжённостью почти 1200 км и включал день отдыха. С 2009 года маршрут стал состоять из 5 этапов общей протяжённостью от 600 до 700 км. Дистанция гонки пролегала по разнообразным ландшафтам — от пустынного побережья Красного моря с высокой влажностью на востоке (в районе города Массауы) до центрального нагорья с прохладным климатом и пологими подъёмами (до 7%) на высоту 2400 м  на западе (в районе города Асмэры).
Время проведения гонки постоянно менялось — оно было с февраля по июль и в декабре. Организатором выступала Национальная федерация велосипедного спорта Эритреи (ENCF).

## Призёры
| Год                      | Победитель            | Второй                | Третий            |
| ------------------------ | --------------------- | --------------------- | ----------------- |
| 1946                     | Барила Нунцио         | Доменико Оджеро       | Джованни Биззотто |
| 1947–2000 не проводилась |                       |                       |                   |
| 2001                     | Хабте Велдесимон      |                       |                   |
| 2002                     | Майкл Текле           |                       |                   |
| 2003                     | Хабте Велдесимон      | Ефрем Тевелде         | Мерхави Йемане    |
| 2004                     | Хабте Велдесимон      |                       |                   |
| 2005                     | Майкл Тайку           | Майкл Мисган          | Мусе Теклеаб      |
| 2006                     | Майкл Мисган          | Ефрем Абрам           | Могос Давит       |
| 2007                     | Мерхави Гебрехивет    | Давид Хайле           | Майкл Тайку       |
| 2008                     | Мерхави Гебрехивет    | Давид Хайле           | Ферекалси Дебесай |
| 2009                     | Берекет Йемане        | Даниэль Теклехайманот | Мелаке Кахсай     |
| 2010                     | Натнаэль Беране       | Майкл Тайку           | Мехретеаб Тедрос  |
| 2011                     | Мерон Руссом          | Тесфайе Абраха        | Яни Тевелде       |
| 2012                     | Жак Янсе ван Ренсбург | Ферекалси Дебесай     | Аззедин Лагаб     |
| 2013                     | Мексеб Дебесай        | Мерхави Кудус         | Мерон Амануэль    |
| 2014–2015 не проводилась |                       |                       |                   |
| 2016                     | Мерхави Гоитом        | Тесфайе Мехретаб      | Адханом Земекаэль |
| 2017                     | Земенфес Соломон      | Жан-Клод Увизейе      | Амануэль Цегайе   |